# Prieuré de Bellencombre
Le prieuré de Bellencombre appelé aussi prieuré de Tous-les-Saints est un monument situé à Bellencombre, en Normandie.

## Localisation
Le prieuré est situé au lieu-dit Saint-Martin, ancienne commune rattachée à Bellencomble sous le premier Empire en 1813 en même temps que celles de La Heuze et Les Authieux.

## Historique
Le prieuré est fondé en 1130 par le seigneur de La Heuze et destiné à une communauté d'augustins. La chapelle est consacrée cinq ans plus tard et est reconstruite au XIIIe siècle.
Le prieuré sert de léproserie.
Le prieuré est transformé en exploitation agricole sous la Révolution française et la nef est détruite ; le clocher étant détruit à son tour en 1810.
Le monument est classé comme monument historique depuis le 20 avril 1944.
La destruction du chœur débute en 1967 mais est stoppée.

## Description
Le monument possédait deux travées et un chevet plat.
Seuls des vestiges du chœur munis de fenêtres ogivales sont conservés à la fin des années 1990.
L'édifice est muni d'une couverture en tôle.